# Congregation of the Damned
Congregation of the Damned — пятый студийный альбом американской металкор группы Atreyu, выпущенный на лейбле Hollywood Records 27 октября 2009 года.

## Запись
Для Congregation of the Damned, Atreyu выразила интерес в возвращении к своим «металкорным» корням, вслед за прошлым альбомом Lead Sails Paper Anchor, который также хотел «двигаться вперёд». Сравнивая новый альбом с альбомом 2007 года, барабанщик Брендон Сэллер заявил: «некоторые особенности 'Atreyu' были потеряны и мы решили возвратиться назад, чтобы вернуть их.» Он также сказал, что группа «отражает насколько далеко мы ушли и откуда. Это был шаг на новую территорию, но мы решили, что лучше быть там где мы были.» Подобным образом, фронтемен группы Алекс Варкацас заявил, что: «запись — смесь из всего того что мы делали. Каждая песня стала более мелодичной или динамичной, и я думаю что это делают нашу группу всесторонней.»
Альбом спродюсирован Бобом Марлеттом, который ранее работал с такими артистами, как Оззи Осборн и Airbourne, объединив силы с Ричем Кости, который работал с The Mars Volta, System of A Down и Rage Against the Machine.

### Темы текстов
Во время разговоров о темах текстов, Алекс Варкацас заявил, что поскольку «музыка стала тяжелее», он был «способен написать более мрачные тексты.» Также он сказал, что тексты затрагивают такие темы, как «неуверенность в себе» и «ненависть к самому себе», и сообщил «Я не пою о мрачных вещах для того чтобы поощрить их, я пою о них чтобы не сойти с ума. Это полнейшее очищение. Я создаю музыку чтобы не сходить с ума.» Насчёт текстов песен, Брендон Сэллер сказал следующее: "многие тексты в том же духе что и альбом 2004 года The Curse, но без «вампирской чепухи.»

## Продвижение альбома
Группа начала совместный тур с Hollywood Undead и Escape the Fate в октябре 2009 года и начала продвижение нового альбома, дебютировав с песнями «Bleeding Is a Luxury» на фестивале «K-Rockathon 14» в New York State Fairgrounds, Сиракьюс, Нью-Йорк; и «Gallows». Кроме того Atreyu продвигала свой новый альбом многими другими способами. К примеру было выпущено 5 вебизодов, между 1 сентября и 20 октября 2009 года, которые выходили каждые две недели для рекламы альбома.
Песни «Stop! Before It’s Too Late And We’ve Destroyed It All» и «Storm to Pass» были выложены на странице группы в Myspace page, 13 и 15 сентября 2009 года соответственно; «Storm to Pass» также стал первым синглом появившимся на американском радио с «Congregation Of The Damned». Песня «Gallows» была выпущена 20 октября в промоигре, которая называется Metal Head Zombies, созданная разработчиком видео-игр Джейсоном Одой («Dropkick the Faint»). Игра из себя представляет шутер от первого лица, в который фанаты могут сыграть в этом разделе официального сайта. Игра «неряшливо» основана на Call of Duty.

## Список композиций
Слова и музыка всех песен — Atreyu.
| №   | Название                                                | Длительность |
| --- | ------------------------------------------------------- | ------------ |
| 1.  | «Stop! Before It's Too Late And We've Destroyed It All» | 3:52         |
| 2.  | «Bleeding Is A Luxury»                                  | 3:32         |
| 3.  | «Congregation of The Damned»                            | 3:30         |
| 4.  | «Coffin Nails»                                          | 3:22         |
| 5.  | «Black Days Begin»                                      | 3:54         |
| 6.  | «Gallows»                                               | 3:28         |
| 7.  | «Storm To Pass»                                         | 3:47         |
| 8.  | «You Were The King, Now You're Unconscious»             | 5:08         |
| 9.  | «Insatiable»                                            | 4:00         |
| 10. | «So Wrong»                                              | 3:20         |
| 11. | «Ravenous»                                              | 3:07         |
| 12. | «Lonely»                                                | 3:40         |
| 13. | «Wait For You»                                          | 4:01         |

| №   | Название                 | Длительность |
| --- | ------------------------ | ------------ |
| 14. | «We Are The Living Dead» | 3:45         |
| 15. | «Bravery»                | 3:43         |

| №   | Название                                | Длительность |
| --- | --------------------------------------- | ------------ |
| 16. | «Another Night (Wishing I Wasn't Here)» | 4:16         |

## Над альбомом работали
Atreyu
- Дэн Джекобс — соло и ритм-гитары
- Трэвис Мигель — ритм и соло-гитары
- Брендон Сэллер — ударная установка, вокал, перкуссия
- Марк Макнайт — Бас-гитара, бэк-вокал
- Алекс Варкацас — лидер-вокалист, тексты песен

Производство
- Спродюсированно Бобом Марлеттом[15]
- Смикшированно Ричем Кости[15]
- Некоторые песни смикшированы Ноем Шейном.[15]